# Karen National Army
Als Karen National Army (Kurz KNA) bezeichnen sich seit 2024 die Bataillone 1011–1023 der Karen Border Guard Force in Myanmar, nachdem sie ihre Beziehungen mit der Militärregierung im Februar 2024 abgebrochen haben. Die Karen National Army strebt eine eigene Administrative Zone im Karen-Staat nach Vorbild des Wa-Staates in Myanmar an. Das Hauptquartier der Karen National Army befindet sich in Shwe Kokko im Bezirk Myawaddy an der thailändischen Grenze gegenüber vom Mae Sot Distrikt. Die Armee soll über mehr als 7000 reguläre Truppen verfügen, mit Reserveeinheiten in unbekannter Größe. Stand April 2024 gab es keine Anzeichen dafür, dass sich die Karen National Army der Opposition um die Exilregierung anschließen wird, schadete aber der Militärregierung durch ihre Befehlsverweigerung. So verteidigte in Karen National Army unbenannte Karen BGF die Umgebung der Stadt Myawaddy nicht gegen die Angriffe der Karen National Liberation Army kurz KNLA. Die Washington Post gab am 11. April 2024 bekannt, dass die KNLA die letzten Positionen der Regierungsarmee am 11. April 2024 eingenommen hätten.
Die Karen Border Guard Force entstand im August 2010 aus Einheiten der Democratic Karen Buddhist Army, kurz DKBA. Die DKBA entstand wiederum aus einer Rebellion von Truppen der 7. Brigade der KNLA im Jahr 1994. Die DKBA und die Karen BGF führten jahrelange Gefechte um das thailändische Grenzgebiet mit der KNLA.